# Michael Georg Conrad
Michael Georg Conrad, född 5 april 1846 i Gnodstadt, Unterfranken, död 20 december 1927 i München, var en poet och romanförfattare som företrädde naturalismens litteratur i kejsardömet Tyskland.

## Liv och verk
Michael Georg Conrad blev filosofie doktor 1868, bosatte sig 1871 i Italien, 1878 i Paris och 1882 i München. Han utgav från 1870 ett antal radikala och högröstade agitationsskrifter i politiska, religiösa och uppfostringsfrågor. I München blev han den sammanhållande kraften i den omkring 1885 framträdande naturalistiska författargruppen, vars organ var tidskriften Die Gesellschaft, utgiven av Conrad 1885-1901 (nedlagd 1902). Hans novellsamling Totentanz der Liebe (1884), en handfast kärlekens fysiologi, bröt vägen för en naturtrogen novellistik i Tyskland. 
Conrad såg gärna tingen igenom humoristens och ironikerns synglas. Han skildrade Münchens kulturliv i romanerna Was die Isar rauscht (två band, 1888; flera upplagor), Die klugen Jungfrauen (tre band, 1889; andra upplagan 1905) och Die Beichte des Narren (1893). Bland hans övriga arbeten kan nämnas det socialpolitiska Ketzerblut (1892; andra upplagan 1893), den satiriska framtidsromanen In purpurner Finsternis (1895), det parodiska dikthäftet Solve regina (1899) och byromanen Der Herrgott am Grenzstein (1904). Åren 1896-98 var han ledamot av tyska riksdagen.
Inga av hans litterära verk är översatta till svenska (2023).